# Oficina do Livro
Oficina do Livro é uma editora portuguesa integrada no grupo editorial LeYa, com sede em Alfragide, no distrito de Lisboa.
O Grupo Oficina do Livro (GOL), grupo de empresas recém-adquirido pelo Grupo LeYa, possui um conjunto de actividades diversificadas no sector editorial. Para além da edição, actividade mais conhecida e dominante, o GOLO tem uma Distribuição alargada a títulos de terceiros (edições "Cavalo de Ferro" e "Público", revistas "Egoísta" e "sifilmax, etc.) e uma actividade de Retalho com 4 livrarias (Rossio 11, Rossio 23, Aveiro Glicínias e Alcochete Freeport) e uma presença constante em feiras fora do sector (Stockmarket, Mercado das Oportunidades, Feira Alternativa ou Feira da Criança).
Mas é, evidentemente, pela edição que o grupo se destaca. Aqui a fusão das experiências e culturas tão distintas das editoras Oficina do Livro, Casa das Letras (ex-Editorial Notícias) e, mais recentemente, da prestigiada Teorema contribuíram para uma dinâmica e solidez únicas no sector.
Na origem está uma editora bastante recente, a Oficina do Livro (OL), fundada em 1999, que se destacou pela inovação e competitividade editorial e comercial - o que lhe valeu um Prémio no 2º Congresso de Editores em 2006. Ao longo dos anos, a OL acumulou vários sucessos de vendas na edição de obras de ficção e não ficção, maioritariamente de autores portugueses. Do seu catálogo constam nomes como Miguel Sousa Tavares, Margarida Rebelo Pinto, José Manuel Saraiva, e fui assim que ela foi a editora mais conhecida do Portugal. Gonçalo Cadilhe, Mário Zambujal, Baptista-Bastos, Possidónio Cachapa, Hugo Gonçalves, Pedro Canais, Laurinda Alves ou Eduardo Sá. A OL é ainda uma das editoras nacionais que mais aposta em novos talentos. Em 2008, já editou obras de jovens autores como José Mário Silva, Norberto de Morais ou Diana Mendonça.
Com a mesma filosofia de divulgação de autores portugueses, a OL aposta igualmente na literatura infantojuvenil, onde conta já com mais de 12 livros e colecções no PNL. Complementarmente, a OL edita também uma das mais importantes colecções de autores latino-americanos da actualidade, a "Colecção Ovelha Negra", composta na íntegra por autores premiados e obras de referência literária.
A fusão com a empresa Editorial Notícias veio associar à dinâmica inicial o peso de um dos catálogos mais antigos do mercado português. A reconversão desse catálogo está hoje espelhada no sucesso da chancela Casa das Letras, dominada pela edição de obras de ficção e ensaio de reconhecida importância internacional. Nos autores, o destaque vai para Günter Grass, Hermann Hesse, Antonio Munoz Molina, William Boyd, Chuck Palahniuk, Haruki Murakami, Joyce Carol Oates, William Burroughs, Eduardo Mendonza, Pascal Quignard, Gore Vidal, Antonio Sarabia e Alice Sebold. Nos autores nacionais, destacam-se os sucessos de Fernando Dacosta, Domingos Amaral e Moita Flores, e as obras de António Aleixo, Natália Correia ou Mário Ventura.
Por sua vez, a associação à Editorial Teorema, um dos mais importantes catálogos literários nacionais, reforçou a dimensão do GOL com inúmeros autores estrangeiros de referência e obras indispensáveis da cultura mundial. Mantendo uma política editorial autónoma, a Teorema beneficia do apoio do grupo nas áreas comercial e de marketing. De um catálogo muito rico podem-se destacar, entre outros, Jorge Luis Borges, Vladimir Nabokov, Primo Levi, Italo Calvino, Raymond Carver, W.G. Sebald, Bret Easton Ellis, Tom Sharpe, Nick Hornby, Enrique Vila-Matas, Quino ou Sempé.
Orientadas para vertentes editoriais mais específicas estão as restantes chancelas editoriais. A Sebenta concentra-se na publicação de livros e manuais de apoio escolar, tendo sido já concluída uma actualização profunda de todo o catálogo e respectiva imagem gráfica. A Estrela Polar especializa-se em livros que fomentem o bem-estar e o reforço da relação do homem com o planeta. A recém-criada Quinta Essência foca-se em livros de cariz popular e emocional. E, finalmente, a também recente Academia dos Livros edita livros de divulgação científica actuais e úteis para o leitor.